# Leopold Treffny

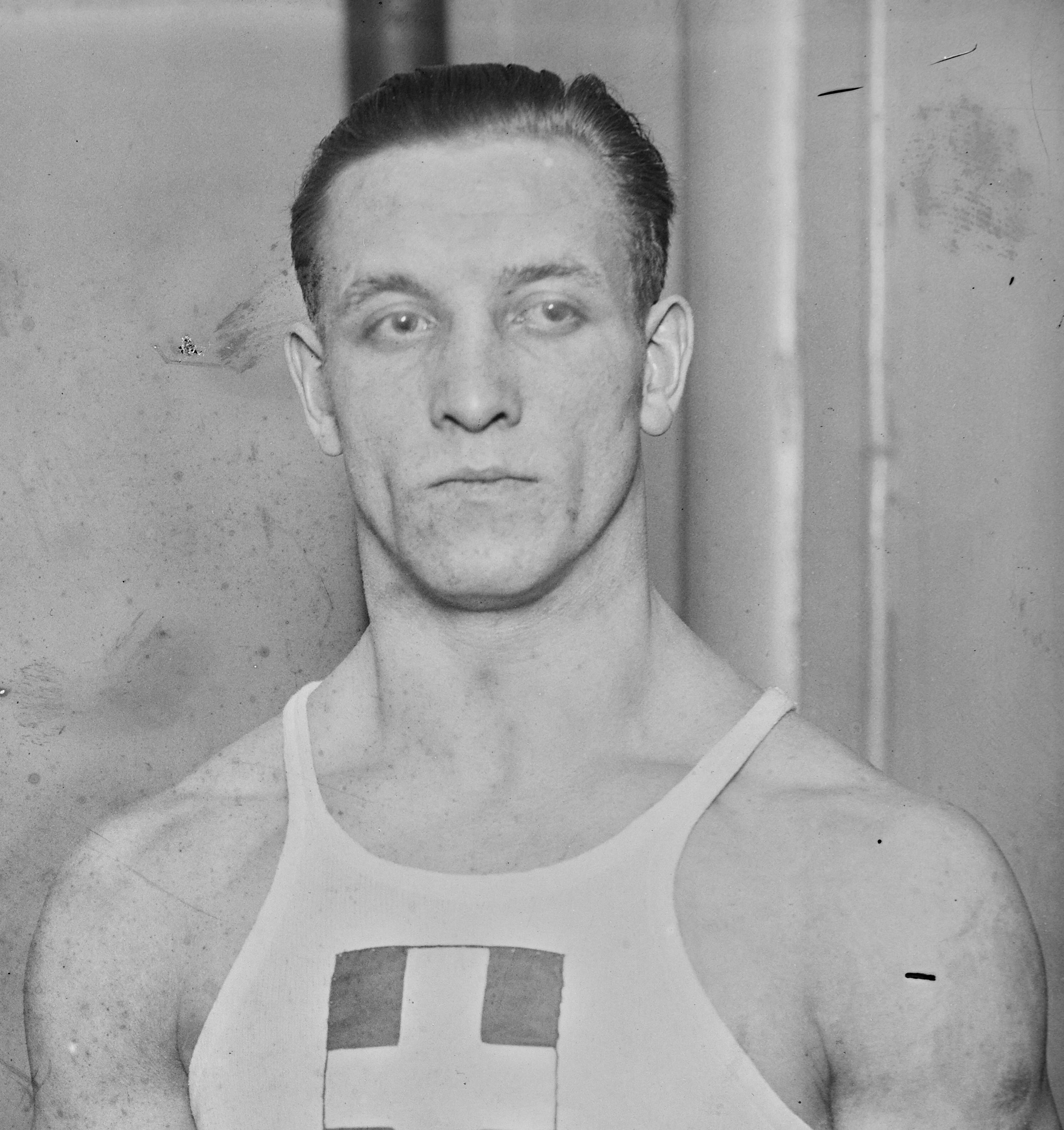
Leopold Treffny in 1927

Leopold Treffny (* 10. Oktober 1904 in Wien; † unbekannt) war ein österreichischer Gewichtheber. Er war Olympiateilnehmer 1924 in Paris im Leichtgewicht.

## Werdegang
Leopold Treffny begann als Jugendlicher beim Meidlinger AK Wien mit dem Gewichtheben. Später wechselte er zum Währinger AK Herkules Wien. Bereits mit 18 Jahren nahm er 1922 an der Österreichischen Meisterschaft teil, konnte sich im Leichtgewicht aber noch nicht im Vorderfeld platzieren. Ein Jahr später, 1923, wurde er dann schon österreichischer Meister im Leichtgewicht und qualifizierte sich für die Teilnahme an der Weltmeisterschaft, die in Wien stattfand. In einem Vierkampf belegte er dort mit 342,5 kg den 5. Platz.
1924 qualifizierte sich Leopold Treffny auch für den Start bei den Olympischen Spielen in Paris. In Paris wurde ein Fünfkampf ausgetragen. In diesem erzielte er 425 kg und kam mit dieser Leistung auf den 4. Platz. Im beidarmigen Stoßen scheiterte er dabei nach gelungenen 112,5 kg zweimal an 117,5 kg. Hätte er diese Last bezwungen, hätte er die Silbermedaille gewonnen. Im November 1924 wurde Leopold Treffny österreichischer Meister im Mittelgewicht. Diesen Titel gewann er auch 1925.
In den Jahren 1925 bis 1927 fanden keine Welt- oder Europameisterschaften statt. Leopold Treffny siegte aber noch 1925 bei der Internationalen Tschechoslowakischen Meisterschaft in Prag und belegte 1926 bei den Deutschen Kampfspielen in Köln im Mittelgewicht den 2. Platz.
1928 versuchte sich Leopold Treffny noch einmal für die Teilnahme an den Olympischen Spielen zu qualifizieren. Mit einem 3. Platz im Leichtgewicht hinter Hans Haas (Gewichtheber) und Anton Hangel in der Ausscheidung scheiterte er aber knapp.
In seiner Spezialdisziplin, dem beidarmigen Stoßen, erzielte Leopold Treffny auch zwei Weltrekorde: am 18. August 1925 mit 129 kg und am 30. Mai 1927 mit 132,5 kg.
1929 ist Leopold Treffny mit seiner Familie, er heiratete 1928 und wurde Vater von Zwillingen (Buben), nach Argentinien ausgewandert. Als Gewichtheber trat er danach nicht mehr in Erscheinung.

## Internationale Erfolge
| Jahr | Platz | Wettbewerb                                         | Wettkampfart | Gewichtsklasse | Ergebnisse |
| 1923 | 5.    | WM in Wien                                         | VK           | Leicht         | mit 342,5 kg, hinter Rudolf Edinger, Österreich, 360 kg, Heinrich Baumann, Deutschland, 350 kg, Bohumil Durdis, Tschechoslowakei, 347,5 kg und Anton Zwerina, Österreich, 342,5 kg                       |
| 1924 | 4.    | OS in Paris                                        | FK           | Leicht         | mit 425 kg (65-85-77,5-85-112,5), hinter Edmond Decottignies, Frankreich, 440 kg (70-92,5-77,5-85-115), Anton Zwerina, 427,5 kg (75-80-77,5-82,5-112,5) und Bohumil Durdis, 425 kg (70-82,5-72,5-90-110) |
| 1924 | 3.    | Messe-Championat in Wien                           | VK           | Mittel         | mit 367,5 kg, hinter Rudolf Edinger, 375 kg und Rudolf Ax, Österreich, 372,5 kg |
| 1925 | 1.    | Intern. Meisterschaft der Tschechoslowakei in Prag | FK           | Mittel         | mit 472,5 kg (75-92,5-95-85-125), vor Franz Hirn, Österreich, 445 kg und Rudolf Edinger, 437,5 kg |
| 1926 | 2.    | 2. Deutsche Kampfspiele in Köln                    | FK           | Mittel         | mit 462,5 kg (82,5-87,5-95-80-125), hinter Franz Zinner, Würzburg, 480 kg (80-90-100-85-125), vor Walter Mang, Hamburg, 447,5 kg                                                                         |

## Nationale Erfolge
| Jahr | Platz | Wettbewerb                    | Wettkampfart | Gewichtsklasse | Ergebnisse |
| 1922 | unpl. | Österr. Meisterschaft         | VK           | Leicht         | |
| 1923 | 1.    | Österr. Meisterschaft         | VK           | Leicht         | mit 361,5 kg (72,5-80-80-110), vor Willi Etzenberger, AK „Siegfried“ Wien, 355 kg und Wilhelm Schindelegger, AK „Kamischke“ Wien, 348 kg |
| 1924 | 1.    | Österr. Juniorenmeisterschaft | VK           | Leicht         | mit 359 kg |
| 1924 | 3.    | Olympia-Qualif. in Wien       | FK           | Leicht         | mit 420 kg, hinter Anton Zwerina, Währinger AK Wien, 430 kg und Willi Etzenberger, 422,5 kg                                              |
| 1924 | 1.    | Österr. Meisterschaft         | VK           | Mittel         | mit 386 kg (77,5-85-82,5-132,5), vor Karl Mairinger, Mödlinger AK Wien, 369,5 kg                                                         |
| 1925 | 1.    | Österr. Meisterschaft         | VK           | Mittel         | mit 398 kg, vor Franz Hirn, 382,5 kg |
| 1926 | 1.    | Wiener Meisterschaft          | FK           | Mittel         | mit 502,5 kg (75-95-95-85-130), vor F. Pum, Meidlinger AK Wien, 484,5 kg und Karl Hipfinger, AK „Herkules“ Wien, 472,5 kg                |
| 1926 | unpl. | Österr. Meisterschaft         | VK           | Mittel         | Aufgabe wegen einer Verletzung im einarmigen Reißen; Sieger: Karl Hipfinger, 410 kg                                                      |
| 1927 | 2.    | Wiener Meisterschaft          | FK           | Mittel         | mit 480 kg (75-95-85-95-130), hinter Karl Hipfinger, 510 kg (80-102,5-90-100-137,5), vor Eugen Hrdlitzka, AC „Tandler“ Wien, 432,5 kg    |
| 1927 | 2.    | Wiener Meisterschaft          | OD           | Mittel         | mit 312,5 kg (85-97,5-130), hinter Karl Hipfinger, 330 kg (90-102,5-137,5), vor Hans Haas (Gewichtheber), AC „D'Boeren“ Wien, 300 kg     |
| 1927 | 2.    | Österr. Meisterschaft         | VK           | Mittel         | mit 387,5 kg (80-90-87,5-130), hinter Hans Haas, 395 kg (0-102,5-82,5-130), vor Fritz Haller, Himberger AC, 382,5 kg (0-100-82,5-120)    |
| 1928 | 3.    | Olympia-Qualif. in Wien       | OD           | Leicht         | mit 292,5 kg, hinter Hans Haas, 317,5 kg und Anton Hangel, KSC „Oswald“ Wien, 295 kg                                                     |

Erläuterungen
- OD = olympischer Dreikampf, bestehend aus beidarmigem Drücken, Reißen und Stoßen, VK = Vierkampf, bestehend aus einarmigem Reißen, einarmigem Stoßen, beidarmigem Drücken und beidarmigem Stoßen, FK = Fünfkampf, bestehend aus einarmigem Reißen, einarmigem Stoßen, beidarmigem Drücken, beidarmigem Reißen und beidarmigem Stoßen
- Bei Wettkämpfen in Österreich war bis 1927 das frei und das unfreie Umsetzen erlaubt. Athleten, die frei umsetzten bekamen einen „Zuschlag“ von 10 % der gehobenen Last
- OS = Olympische Spiele, WM = Weltmeisterschaft
- Leichtgewicht, Gewichtsklasse bis 67,5 kg, Mittelgewicht, bis 75 kg Körpergewicht